# SUSE Linux Enterprise Server
SUSE Linux Enterprise Server (SLES) je komerční serverově orientovaná linuxová distribuce vyvíjená firmou SUSE Linux, určená primárně pro firemní zákazníky. V současnosti jsou nové verze (service packy) vydávané každých 12 měsíců.

## Historie
SLES byl vyvíjen na základech SUSE Linux týmu, který vedl Marcus Kraft. První verze byla vydána 31. října 2000 a byla určená pro počítače typu IBM S/390. Prvním veřejně známým firemním zákazníkem se v prosinci 2000 stala nadnárodní telekomunikační společnost Telia. V dubnu 2001 byla vydaná verze pro architekturu x86.
V srpnu 2004 se na trh dostává verze SLES 9. O 16 měsíců později, v prosinci 2005, je dostupný 3. service pack. V tomto období už SLES podporuje většina prodejců hardwaru: IBM, Hewlett-Packard, Sun Microsystems, Dell a SGI.
SUSE Linux Enterprise Server 10 byl vydán, spolu se svým sesterským produktem SLED, 17. července 2006. První service pack byl vydán 18. června 2007.